# エドウェア・タウンFC
エドウェア・タウン・フットボールクラブ（Edgware Town Football Club）は、イングランド、ロンドン、ハーロウ内、エドウェアを本拠地とするサッカークラブチームである。2007-2008シーズンはイスミアンリーグ・ディヴィジョン1・ノース（8部相当）に所属していたが、シーズン後にリーグから撤退し、休業中。

## 名称変更
- 1939-1972 エドウェア・タウンFC
- 1972-1987 エドウェアFC
- 1987-現在 エドウェア・タウンFC

## タイトル

### 国内タイトル
- ミドルセックス・シニアリーグ:4回
1939-1940,1943-1944,1944-1945,1945-1946
- ミドルセックス・シニアカップ:1回
1947-1948
- コリンシアンリーグ・メモリアルシールド:2回
1952-1953,1961-1962
- ミドルセックス・ボルダーリーグ:1回
1979-1980
- ミドルセックス・ボルダーカップ:1回
1979-1980
- スパルタンリーグ:2回
1987-1988,1989-1990
- スパルタンリーグカップ:1回
1987-1988
- ディアドラリーグ・ディヴィジョン3:1回
1991-1992
- ミドルセックス・チャリティーカップ:1回
1996-1997
- スパルタン・ミドルセックスリーグ:1回
2006-2007
- スパルタン・サウスミッドランズ・プレミアカップ:1回
2006-2007
- スパルタン・サウスミッドランズ・チャレンジトロフィ－:1回
2006-2007

### 国際タイトル
- なし